# Вајлас (Њу Џерзи)
Вајлас (енгл. Villas) насељено је место без административног статуса у америчкој савезној држави Њу Џерзи.

## Демографија
По попису из 2010. године број становника је 9.483, што је 419 (4,6%) становника више него 2000. године.
| Група             | 2000.         | 2010.         |
| Белци             | 8.620 (95,1%) | 8.509 (89,7%) |
| Афроамериканци    | 108 (1,2%)    | 185 (2,0%)    |
| Азијати           | 32 (0,4%)     | 31 (0,3%)     |
| Хиспаноамериканци | 218 (2,4%)    | 586 (6,2%)    |
| Укупно            | 9.064         | 9.483         |